# Pieczyska Łowickie
Pieczyska Łowickie [pjɛˈt͡ʂɨska wɔˈvit͡skʲɛ] est un village polonais de la gmina d'Iłów dans le powiat de Sochaczew et dans la voïvodie de Mazovie.
Il se situe à environ 4 kilomètres au nord-est d'Iłów, à 20 kilomètres au nord-ouest de Sochaczew et à 67 kilomètres à l'ouest de Varsovie.